# Michael Ríos
Michael Fabián Ríos Ripoll (* 24. April 1985 in Santiago de Chile) ist ein ehemaliger chilenischer Fußballspieler. Der rechte Mittelfeldspieler absolvierte ein Länderspiel für die Nationalmannschaft und wurde auf Vereinsebene einmal chilenischer Meister.

## Karriere

### Verein
Michael Ríos begann in der Jugend von Santiago Morning und wurde erst an unterklassige Klubs verliehen, bei denen er Spielpraxis sammelte. Nach seiner Leihe bei San Marcos in der Segunda División schaffte er auch den Durchbruch bei Santiago Morning. Nach einem Jahr bei Deportes Iquique 2011 wechselte er zum amtierenden Pokalsieger Universidad Católica. Dort gelang dem Klub bei der Copa Sudamericana 2012 der Einzug ins Halbfinale, in dem er aufgrund der Auswärtstorregel knapp gegen den späteren Sieger FC São Paulo ausschied. Ríos wurde mit fünf Toren im Wettbewerb gemeinsam mit vier weiteren Spielern Torschützenkönig. Nach Ablauf seines Vertrages Ende 2015 kehrte Ríos wieder zu Iquique zurück.
Ab Juli 2016 spielte Ríos für Rekordmeister CSD Colo-Colo, konnte sich allerdings nicht durchsetzen, auch aufgrund einer Verletzung an der Achillessehne. Es war dennoch seine titelreichste Station, bei der er Meister, Pokalsieger und Supercup-Sieger wurde. Nach einem weiteren Mal bei Deportes Iquique wechselte Ríos zu Teams in unterklassigen Ligen. Bei den Rangers de Talca spielte er noch in der Primera B, anschließend bei Klubs der Segunda División. Ende 2021 beendete er seine Karriere bei Lautaro de Buin, das zwar in die Segunda División aufgestiegen war, aufgrund von Vertragsunregelmäßigkeiten jedoch vom Spielbetrieb in der Liga ausgeschlossen wurde.

### Nationalmannschaft
Michael Ríos absolvierte im Januar 2013 zwei Länderspiele für Chile. Beim 2:1-Erfolg im Freundschaftsspiel über Senegal spielte er die erste Spielhälfte, beim 3:0-Erfolg gegen Haiti nur vier Tage nach seinem Debüt kam der er drei Spielminuten zum Einsatz.

## Erfolge
CSD Colo-Colo
- Chilenischer Meister: 2017-T
- Chilenischer Pokalsieger: 2016
- Chilenischer Supercup-Sieger: 2017

## Auszeichnungen
- Torschützenkönig der Copa Sudamericana: 2012

## Sonstiges
Während seiner Zeit bei Universidad Católica wurde Ríos wegen angeblicher Beteiligung an einem Überfall auf einen Lastwagen verhaftet.